# سنت‌ایمره‌فالوا
سنت‌ایمره‌فالوا (به مجاری:  Szentimrefalva) یک شهرداری در مجارستان است که در وسپرم واقع شده‌است. سنت‌ایمره‌فالوا ۱۰٫۸۷ کیلومتر مربع مساحت و ۲۴۱ نفر جمعیت دارد.